# アンディ・クラーク
アンディ・クラーク（Andy Clarke）は、イギリス在住のWebデザイナー。

## 経歴
Web Standards Projectのビジュアルデザインを担当したほか、数々のサイトを通じWeb標準準拠やアクセシビリティ対応を実現してきている。
W3CのCSSワーキンググループにも参加している。
1998年から自身のデザインコンサルタント会社『Stuff and Nonsense』を運営しており、クリエイティブディレクター、リードデザイナーとして、政府機関をはじめとした国内外のクライアントと働いている。
また教育面にも力を入れており世界中のワークショップやカンファレンスなどにスピーカーとして参加している。
現在も自身のWebサイトである「For A Beautiful Web」や著書を通じて積極的に活動をしている。

## 著書
代表的な著書に以下がある。
- Webデザイン プロフェッショナルワークフロー・バイブル （翻訳：今里了次 監訳：木達一仁（株式会社ミツエーリンクス） ISBN 978-4839923167
- transcendingcss Transcending CSS （洋書）
- Designing with CSS, Designing with Microformats, Designing web accessibility （DVD 2009年秋発売予定）